# Contador de colonias

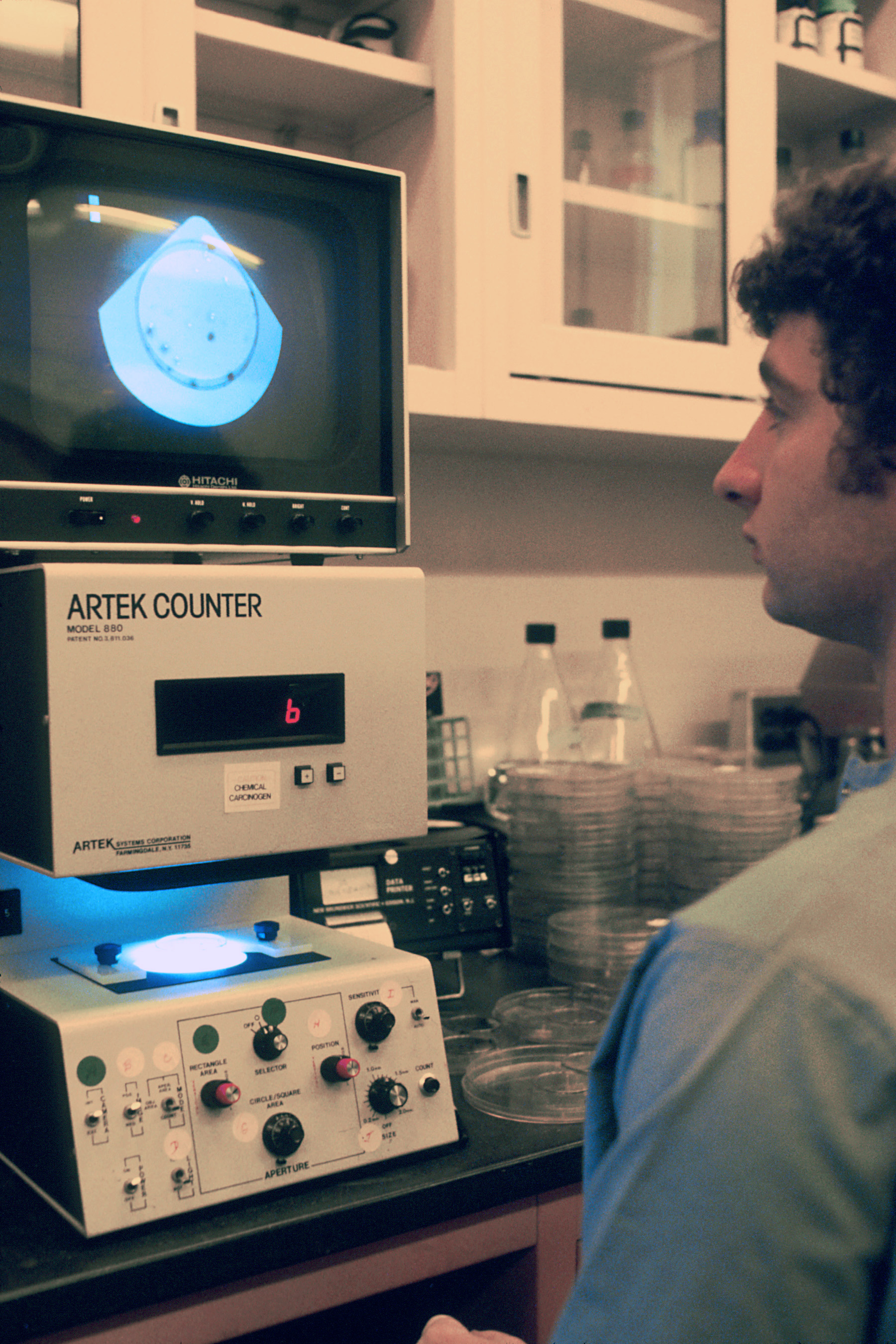
Contador electrónico de colonias de bacterias

Un contador de colonias es un instrumento utilizado para contar agar nutritivo o de otros microorganismos que crecen en una gelatina. Los primeros contadores sólo eran contados por piedras y palitos sobre las que se colocaba la placa, con las colonias marcadas con un rotulador en la superficie externa de la placa mientras el operador realizaba el recuento manual. Los contadores más recientes intentan contar las colonias por vía electrónica, mediante la identificación de áreas individuales de oscuridad y luz, de acuerdo a los umbrales definidos por el usuario, contando los puntos en los que se aprecia contraste, o de modo automático mediante registro electrónico tras presionar con cualquier tipo de marcador.

## Modo de conteo de microorganismos
Estos contadores se utilizan para estimar la densidad de microorganismos en un cultivo líquido. Una dilución adecuada, o varias diluciones en serie dentro del rango estimado apropiado, se propaga utilizando una técnica estéril en la placa de agar, que se incuba en las condiciones adecuadas para el crecimiento hasta que aparecen las colonias individuales. Cada colonia marca el lugar donde se colocó un solo organismo originalmente, con lo que el número de colonias en la placa es igual al número de organismos en el volumen de líquido existente en la placa. Esta concentración se extrapola a partir de la dilución practicada sobre el cultivo original, para estimar la concentración de organismos existentes en ese cultivo inicial. 
Cada vez que se cuenta una colonia el instrumento da tres señales: una señal de radio Hz, una marca sobre la célula y además, en la pantalla numérica. El máximo número de colonias que pueden ser efectivamente contadas con una sola placa está comprendido entre 10,000 y 1,000,000,000, dependiendo del tamaño de la colonia y el tipo de orgasmo.